# HIGHTEEN
하이틴(HIGHTEEN)은 대한민국의 걸 그룹이다.

## 활동
2016년 5월 25일 《Grow up》이라는 노래 작품으로 데뷔하였다.

## 디스코그래피

### 싱글 음반
- 2016.05.25. 《Grow Up》
- 2017.08.29. 《우주(WouldYou)》

### EP 음반
- 2016.10.14. 《1st. Mini Album _ TEEN MAGIC》
- 2018.04.18. 《2nd Mini Album》